# Гродненські відомості
Гродненські відомості (пол. Wiadomości Grodzieńskie, біл. Гродзенскія навіны, Гарадзенскія ведамасці) — друга після «Газети Гродненської» газета на території сучасної Білорусі. Друкувалася в листопаді-грудні 1792 року в Гродно польською мовою.
Газета була органом Торговицької конфедерації. Виходила 2 рази на тиждень (середа, неділя), кожен номер мав додаток. Друкувалася в Гродненській друкарні.
Видання містило переважно місцеву інформацію, яка йшла з Гродненського регіону і стосувалося діяльності Торговицької конфедерації. Друкувалися також універсали та розпорядження, рекомендації, схвалені на засіданнях Генеральної конфедерації ВКЛ.
Збереглося кілька номерів газети та додатків до неї, вони зберігаються в зборах Бібліотеки Інституту літературних досліджень Польської Академії Наук у Варшаві.